# Taxe locale d'équipement
Pour les articles homonymes, voir TLE.
Lire en ligne

Lire sur Légifrance

La Taxe locale d'équipement (ou TLE) est une taxe, instituée par la loi d'orientation foncière no  67-1253 du 30 décembre 1967 au profit de la commune qui peut être due en France à l'occasion d'opérations de constructions immobilière, afin de l'aider à financer les équipements (routes, assainissement, écoles...) induits par l'urbanisation.
La taxe sera demandée sur toute opération de construction, reconstruction et l’agrandissement des bâtiments de toute nature.
À la TLE sont annexées d'autres taxes, perçues au profit d'autres organismes : 
- La taxe complémentaire à la TLE en Île-de-France[2]
- La taxe départementale pour le financement des conseils d'architecture, d'urbanisme et d'environnement (TDCAUE)[3]
- Taxe départementale pour les espaces naturels sensibles (TDENS)[4]
- Taxe spéciale d'équipement pour la Savoie afin de financer les travaux routiers nécessaires pour l’organisation des Jeux olympiques d’hiver de 1992 réalisés par le conseil général[5].

La TLE est supprimée et remplacée par la taxe d'aménagement, à compter du 1er mars 2012, dans le cadre d'une importante réforme de la fiscalité d'urbanisme.

## Instauration et bénéficiaires
La Taxe locale s'applique :
- automatiquement pour les communes de plus de 10 000 habitants et certaines communes de la région parisienne quelle que soit leur population,
- après délibération du conseil municipal, et pour un délai de 3 ans minimum (elle est alors non modifiable pendant ce délai), pour les autres communes.

« Une taxe locale d'équipement, établie sur la construction, la reconstruction et l'agrandissement des bâtiments de toute nature, est instituée :
1° De plein droit :
a) Dans les communes de 10.000 habitants et au-dessus ;
b) Dans les communes de la région parisienne figurant sur une liste arrêtée par décret.
Le conseil municipal peut décider de renoncer à percevoir la taxe. Cette délibération est valable pour une période de trois ans à compter de la date de son entrée en vigueur;

2° Par délibération du conseil municipal dans les autres communes. Les délibérations par lesquelles le conseil municipal institue la taxe ou ultérieurement la supprime sont valables pour une durée de trois ans minimum à compter de la date de leur entrée en vigueur.
La taxe est perçue au profit de la commune. Elle a le caractère d'une recette extraordinaire. »
— Article 1585 A du Code général des impôts
La Taxe locale d'équipement est perçue au profit de la commune d'implantation (ou de l'établissement public de coopération intercommunale) de la construction. Elle est affectée en section d'investissement de son budget, et contribue forfaitairement au financement des équipements rendus nécessaires par la création des nouveaux bâtiments (écoles, crèches, voiries...).
En 2007, la TLE s'appliquait sur 15 846 communes et représentait environ 1 % de l’ensemble des recettes fiscales des communes et de leurs groupements. Le pourcentage que représente le produit de la TLE dans les recettes d'une commune varie en fonction du développement de l'urbanisation et de la densité des constructions nouvelles.
Le montant des taxes locales d'équipement mises en recouvrement se sont élevées à :
- 313,069 millions d'euros en 1995
- 310,165 millions d'euros en 1996
- 242,545 millions d'euros en 1997
- 322,790 millions d'euros en 1998
- 297,497 millions d'euros en 1999
- 324,785 millions d'euros en 2000
- 351,980 millions d'euros en 2001
- 345,056 millions d'euros en 2002
- 359,055 millions d'euros en 2003
- 395,143 millions d'euros en 2004
- 476,792 millions d'euros en 2005[9]

La très forte variabilité de ces sommes reflète celui du marché de la construction en France.

## Exonérations
La taxe locale d'équipement concerne la construction de tous les bâtiments, à l'exception :
- des propriétés publiques non productrices de revenu, exonérées à ce titre de taxes foncières et certains bâtiments d'organismes de droit privé destinées à recevoir à une affectation d'assistance, de bienfaisance, de santé, d'enseignement, cultuelle ou culturelle scientifique ou sportive.
- certains aménagements rendus obligatoires par un Plan de prévention des risques (PPR)

Le Conseil municipal peut également exonérer
- les constructions dans les zones d'aménagement concertées (ZAC) et dans les programmes d'aménagement d'ensemble (PAE), lorsque l'aménageur prend en charge directement des dépenses d'équipements publics au moins équivalentes à celles qu'auraient payés les constructeurs au titre de la TLE
- certains logements à caractères très sociaux construits notamment par les organismes HLM
- certains bâtiments d'exploitation agricole[10].

La reconstruction de bâtiments sinistrés. ou de bâtiments expropriés peut, dans certains cas, bénéficier également d'une exonération de TLE.

## Fait générateur
Le fait générateur est la délivrance du permis de construire ou des autres autorisations d'urbanisme. En l'absence de permis de construire, le procès-verbal d'infraction ne constitue pas un fait générateur. Selon la jurisprudence du Conseil d'État, c'est l'achèvement des travaux qui constitue, dans ce cas, le fait générateur.

## Mode de calcul
Formule de calcul : TLE = (VF/m² x SHON en m²) x taux
VF/m² : valeur forfaitaire au mètre carré
SHON : surface hors œuvre nette
Taux : le taux, par défaut, est de 1 %, mais peut être majoré par délibération du conseil municipal jusqu'à 5 %
La taxe locale d'équipement est doublée en cas de construction sans permis de construire, sur la base du procès-verbal d'infraction.

### Détermination des valeurs forfaitaires
Les valeurs forfaitaires sont déterminées dans le Code général des impôts, en distinguant les constructions situées en Île-de-France et celles situées dans les autres régions, et sont modifiées au 1er janvier de chaque année en fonction du dernier indice du coût de la construction publié par l'Institut national de la statistique et des études économiques.

### Détermination des taux d'imposition
Le conseil municipal détermine, par une décision à caractère réglementaire, le taux de la TLE, qui peut varier entre un et cinq pour cent.

## Modalités de paiement
Pour les autorisations délivrées avant le 11 mars 2010, elle est payable en deux fois, un an et demi et trois ans après la date de délivrance du permis de construire ou de l'autorisation en tenant lieu, sauf pour les petites sommes qui sont payables en une seule fois.
Pour les autorisations délivrées à partir du 11 mars 2010, elle est payable, toujours en 1 ou 2 échéances si le montant d'une des taxes (TLE, TDENS) est supérieur à 305 €, sauf pour la TDCAUE qui se paye en une seule échéance. Mais la première doit être acquittée dans un délai de 12 mois et la deuxième dans le délai de 24 mois.